# Novgrad
Novgrad (in bulgaro Новград) è un villaggio bulgaro situato nella Regione di Ruse di 829 abitanti (dati 2022). Fa parte del comune di Cenovo. Dista a 210 km a nord est della capitale Sofia.

## Territorio e clima
L'area intorno a Novgrad è costituita principalmente da terreni agricoli. Intorno a Novgrad è abbastanza scarsamente popolato, con 24 abitanti per chilometro quadrato. 
Si trova a circa 64 km a ovest della città di Ruse, a 21 km a est della città di Svištov, a 70 chilometri a nord della città di Veliko Tarnovo, a 27 km a nord-ovest della città di Bjala e a 13 km nella stessa direzione dal villaggio di Cenovo.
Il territorio di Novgrad si trova nella pianura collinare orientale del Danubio, che qui è caratterizzata da un rilievo vario.
In inverno si osservano temperature molto basse e molto elevate in estate. Le precipitazioni nella zona sono distribuite in modo non uniforme durante tutto l'anno. Nella zona prevale il clima continentale. Temperatura media annua nel quartiere è 13 °C. Il mese più caldo è agosto, quando la temperatura media è di 26 °C, e il più freddo è gennaio, con -3 °C. La piovosità media annua è di 992 millimetri. Il mese più piovoso è maggio, con una media di 132 mm di precipitazioni, e il più secco è agosto, con 50 mm di pioggia.

## Storia
L'area del villaggio di Novgrad con il suo clima favorevole, il terreno fertile e la vicinanza dei fiumi Jantra e Danubio ha attratto coloni sin dai tempi antichi. Gli artefatti più antichi conosciuti risalgono all'Età del rame (5 - 4.000 anni a.C). Durante l'Età del bronzo (2750-1200 a.C.) e l'Età del ferro (12-1 secolo a.C.) l'area fu abitata dai Traci. La loro presenza è attestata da numerose tombe traci, ceramiche, utensili e strumenti in ferro. Nel 1937, durante la costruzione della diga sul fiume Studena, al mulino furono rinvenute 10 asce in bronzo, che si trovano nel Museo Archeologico Nazionale a Sofia.
Il villaggio di Novgrad fu fondato dopo il 1388 dai bulgari locali sopravvissuti dopo la distruzione da parte degli ottomani della vicina fortezza di Neokastro (Novakesri). La fortezza fu costruita dai bizantini durante la dominazione bizantina, e successivamente con la restaurazione dello Stato bulgaro fu ribattezzata Novgrad. La fortezza si trovava a 4 km a nord-est dell'attuale villaggio sul Monte Kalebair, sulla riva sinistra del fiume Jantra. Fu costruita su un punto alto e inaccessibile sopra il fiume e il suo unico lato accessibile era quello ad est, dove c'erano un muro di fortezza e un fossato. La fortezza di Novgrad fu conquistata dai turchi nel 1388 durante la campagna dell'esercito di 30.000 uomini di Çandarlı Ali Pascià a nord dei Monti Balcani. Infuriati dalla resistenza dei difensori della fortezza, gli Ottomani uccisero la maggior parte della popolazione e praticamente demolirono la fortezza fino alle fondamenta. I pochi bulgari sopravvissuti costruirono un nuovo insediamento vicino alle sue rovine, dal nome della fortezza distrutta: Novgrad.

### La liberazione della regione di Novgrad nel 1877
I bulgari dei villaggi a valle del fiume Jantra furono liberati proprio all'inizio della guerra russo-turca. Il 15 giugno (27 giugno nel calendario gregoriano) 1877, nell'area della città di Svištov, l'esercito russo eseguì con successo la principale forzatura del Danubio. Furono organizzati tre distaccamenti, il più grande dei quali (il Ruschushki) avanzò verso est e le sue parti anteriori occuparono posizioni vicino al villaggio di Novgrad il 24 giugno (6 luglio nel calendario gregoriano).
Nei giorni successivi i villaggi circostanti furono liberati, fu costruito un ponte di barche sul fiume Jantra, lungo il quale i russi continuarono la loro avanzata verso il quadrilatero fortificato dai turchi Ruse - Silistra - Varna - Šumen.
Gran parte della popolazione locale passò al servizio dell'esercito russo. Con i loro carri, gli abitanti del villaggio trasportano soldati feriti e ammalati agli ospedali militari nei villaggi di Cenovo e Dzhulyunitsa e trasportarono cibo e munizioni.

## Luoghi di interesse

### Monumento al plotone di Hadži Dimităr e Stefan Karadža
Nell'estate del 1868 i voivodi bulgai Hadži Dimităr e Stefan Karadža furono a capo di un plotone di quasi 130 persone. Il piano preliminare prevedeva, dopo il trasferimento alle terre bulgare, una rivolta e il plotone da catalizzatore per un movimento di liberazione nazionale.
Terminati i preparativi preliminari, i guerriglieri si radunarono nel villaggio rumeno di Petrušan, si trasferirono su una piccola isola sul Danubio, e da lì il 18 luglio raggiunsero la costa bulgara con una piccola nave. Il punto di attraversamento fu a ovest della foce del fiume Jantra presso il Bostan Coria, vicino alla zona di Jankovo Garlo. A quel tempo il terreno circostante era una pianura paludosa ricoperta di canneti, che a sud si confondeva con la valle del fiume Studena. Essendo stati notati dai turchi durante lo sbarco, i voivodi tennero un consiglio militare, in cui si decise di non dichiarare una rivolta, ma di interrompere il telegrafo tra Ruse e Svištov e di raggiungere i Monti Balcani il prima possibile. Da qui iniziò la loro battaglia di sacrificio, che è passata attraverso battaglie a Karaisen, Karapanova koria, Višovgrad, Kanladere, Buzludža.
In occasione del centenario di questi grandi eventi, nel 1968 è stato inaugurato un grande obelisco nel luogo in cui il plotone mise piede sulla costa bulgara.

### Monasteri rupestri
I monasteri rupestri entro i confini dell'odierna Bulgaria apparvero anche prima dell'istituzione del Primo Impero bulgaro, rinnovarono la loro esistenza dopo l'adozione del cristianesimo come religione ufficiale della Bulgaria nell'864 e raggiunsero la massima diffusione durante il Secondo Impero bulgaro (XII-XIV secolo).
I monasteri rupestri lungo il corso inferiore del fiume Jantra sono visibili vicino all'ingresso della grotta "Peninata Dupka" e alla periferia settentrionale del villaggio di Belyanovo. Furono utilizzate le nicchie naturali nella corona di roccia, che furono ulteriormente perfezionate per creare un tempio di preghiera o una cella monastica. Nella chiesa rupestre di Belyanovo sono presenti depressioni a cui fu attaccata l'iconostasi, lungo le pareti della navata sono presenti panchine scolpite, e fino a pochi decenni fa furono parzialmente conservate parti degli affreschi del soffitto.
È difficile individuare il momento della nascita dei monasteri. Potrebbe essere individuato nelle necessità dei cristiani appena convertiti di una propria chiesa (IX-X secolo), ma potrebbero anche essere del tempo del Secondo Impero bulgaro. È possibile che il loro aspetto sia correlato alla diffusione dell'esicasmo nel XIV secolo, successivamente ammesso come dottrina religiosa dalla Chiesa ortodossa bulgara. I monaci esicasta, come seguaci delle idee del tempo del primo cristianesimo, cercavano l'unità tra l'uomo e Dio attraverso il silenzio, l'umiltà, il digiuno e la preghiera. Le grotte rocciose e le nicchie lungo il fiume Jantra offrivano solitudine agli asceti in cerca di crescita spirituale.

### Monumento a Lenin
Al centro del villaggio c'è l'unico conservato monumento a Lenin a figura intera in Bulgaria. Fu costruito con i soldi dei contadini, molti dei quali onoravano il leader comunista sovietico.

### Croce di San Marco
La Croce di Marco si trova sulla riva sinistra del fiume Jantra, vicino al villaggio di Dzhulyunitsa. Si trova in alto nella roccia ed è una croce scolpita in una base pre-livellata. Alcuni associano il suo aspetto alle attività di Deli Marco, un aiduchi cristiano probabilmente bulgaro durante la Lunga Guerra, e ai veri eventi storici che sollevarono gli animi dei bulgari schiavizzati. Alla fine del XVI secolo iniziò la guerra austro-turca, in cui Valacchia, Moldavia e Transilvania si unirono agli austriaci. A sud del Danubio, un grande distaccamento di cavalleria guidato da Deli Marko e Baba Novac agì all'unisono con il sovrano valacco Michele il Coraggioso. 
Altri associano la Croce di Marco alle gesta di Krali Marco (il re Marco). Nel tempo ci fu una continuità tra i personaggi con lo stesso nome e iniziò a dominare l'eroe epico più popolare: il re Marco. La gente del posto racconta leggende, compresa questa: “I turchi rapirono delle giovani ragazze bulgare. Re Marco le liberò, ma mentre lottava per la loro libertà, tagliò la roccia e si formò la Croce di Marco".

### Fortezza medievale
La fortezza tardoantica e medievale Nu Kesri/Neo Kastro/Fortezza Nuova/Novgrad si trova nella zona "Kale bair", 0,92 km a nord-est in linea retta dal centro del villaggio di Novgrad. È stata costruita su un promontorio situato sulla sponda meridionale in alto a sinistra del fiume Jantra, di fronte al ponte per il villaggio di Krivina. Il promontorio è delimitato da nord-nordovest dal fiume Jantra, da sud da un terreno profondo, che si fonde con il fiume Jantra a ovest sotto il forte. Lungo questo territorio, l'antica strada da "Nicopolis ad Istrum" a "Iatrus" scende dal crinale del massiccio fino al fiume Jantra e lo attraversa sotto la fortificazione tramite un ponte, probabilmente dove sorgeva l'attuale ponte per si trova il villaggio di Krivina. Il promontorio è più accessibile da est lungo la cresta del massiccio.

## Istituzioni pubbliche
La scuola fu fondata nel 1872. Nel 1972 fu celebrato il 100º anniversario e le è stato conferito l'Ordine di Cirillo e Metodio, secondo grado. Ora lì studiano i bambini dei villaggi di Novgrad, Krivina, Dzhulyunitsa e Belyanovo. C'è anche un centro comunitario nel villaggio.